# Come On Over
Come On Over er det tredje studiealbum af den canadiske sanger Shania Twain. Det blev udgivet den 4. november 1997. Det blev bedst sælgende countryalbum, det bedst sælgende studiealbum fra en kvindelig kunstner og det bedst sælgende album af canadier. Det er det sjette bedst sælgende album i USA.
Til dato har albummet solgt mere end 40 millioner eksemplarer på verdensplan, hvoraf 20 millioner er sendt til USA, og over 15,6 millioner er solgt via Nielsen SoundScan, og yderligere 1,99 millioner via BMG Music Clubs. Albummet toppede som nummer 1 på Billboard Top Country Albums chart og var på denne plads i 50 ikke konsekutive uger. Det nåede 151 uger i top 10. Twain promoverede albummet med fjernsynsoptrædender og interviews, og via en succesfuld turne kaldet Come On Over Tour, som gik til Nordamerika, Oceanien og Europa.

## Spor

### Originalversion (1997)
| #   | Titel                                      | Længde |
| --- | ------------------------------------------ | ------ |
| 1.  | "Man! I Feel Like a Woman!"                | 3:53   |
| 2.  | "I'm Holdin' On to Love (To Save My Life)" | 3:30   |
| 3.  | "Love Gets Me Every Time"                  | 3:33   |
| 4.  | "Don't Be Stupid (You Know I Love You)"    | 3:35   |
| 5.  | "From This Moment On" (med Bryan White)    | 4:43   |
| 6.  | "Come On Over"                             | 2:55   |
| 7.  | "When"                                     | 3:39   |
| 8.  | "Whatever You Do! Don't!"                  | 3:49   |
| 9.  | "If You Wanna Touch Her, Ask!"             | 4:04   |
| 10. | "You're Still the One"                     | 3:34   |
| 11. | "Honey, I'm Home"                          | 3:39   |
| 12. | "That Don't Impress Me Much"               | 3:38   |
| 13. | "Black Eyes, Blue Tears"                   | 3:39   |
| 14. | "I Won't Leave You Lonely"                 | 4:13   |
| 15. | "Rock This Country!"                       | 4:23   |
| 16. | "You've Got a Way"                         | 3:24   |

### International version (1998)
Den internationale version blev remixet til at være mere poppet. Den eneste sang der forblev uændret på begge versioner var "Rock This Country!". Nogle udgaver af den har samme rækkefølge på sangene som den originale, og Bryan White medvirker på "From This Moment On", mens andre indeholder nummeret i en soloversion.
| #   | Titel                                      | Længde |
| --- | ------------------------------------------ | ------ |
| 1.  | "You're Still the One"                     | 3:33   |
| 2.  | "When"                                     | 3:38   |
| 3.  | "From This Moment On"                      | 4:41   |
| 4.  | "Black Eyes, Blue Tears"                   | 3:37   |
| 5.  | "I Won't Leave You Lonely"                 | 4:07   |
| 6.  | "I'm Holdin' On to Love (To Save My Life)" | 3:27   |
| 7.  | "Come On Over"                             | 2:54   |
| 8.  | "You've Got a Way"                         | 3:15   |
| 9.  | "Whatever You Do! Don't!"                  | 3:49   |
| 10. | "Man! I Feel Like a Woman!"                | 3:54   |
| 11. | "Love Gets Me Every Time"                  | 3:33   |
| 12. | "Don't Be Stupid (You Know I Love You)"    | 3:34   |
| 13. | "That Don't Impress Me Much"               | 3:38   |
| 14. | "Honey, I'm Home"                          | 3:34   |
| 15. | "If You Wanna Touch Her, Ask!"             | 4:14   |
| 16. | "Rock This Country!"                       | 4:26   |

### Genudgivet international version (1999)
Albummet blev genudgivet efter "That Don't Impress Me Much" havde stor succes. Denne version indeholder The Right Mix af "From This Moment On", Notting Hill Remix af "You've Got a Way" og Dance Remix af "That Don't Impress Me Much" i Storbritannien. I de fleste lande er dette kaldet "Dance Mix Edit" men ikke i Storbritannien, Holld og Tyskland, hvor det hedder "UK Dance Mix".
I Australien blev udgivet en specialversion, som udkom med 19 spor, og indeholdt en bonusvideo med tre musikvideoer og et interview.
I USA blev denne version af albummet udgivet med titlen "International Version", for at stemme overens med den internationale succes og at den oprindelige version var blevet spillet meget i radion i de forgangne to år.
| #   | Titel                                       | Længde |
| --- | ------------------------------------------- | ------ |
| 1.  | "You're Still the One"                      | 3:33   |
| 2.  | "When"                                      | 3:38   |
| 3.  | "From This Moment On" (The Right Mix)       | 4:52   |
| 4.  | "Black Eyes, Blue Tears"                    | 3:37   |
| 5.  | "I Won't Leave You Lonely"                  | 4:07   |
| 6.  | "I'm Holdin' On to Love (To Save My Life)"  | 3:27   |
| 7.  | "Come On Over"                              | 2:54   |
| 8.  | "You've Got a Way" (Notting Hill Remix)     | 3:25   |
| 9.  | "Whatever You Do! Don't!"                   | 3:49   |
| 10. | "Man! I Feel Like a Woman!"                 | 3:54   |
| 11. | "Love Gets Me Every Time"                   | 3:33   |
| 12. | "Don't Be Stupid (You Know I Love You)"     | 3:34   |
| 13. | "That Don't Impress Me Much" (UK Dance Mix) | 3:59   |
| 14. | "Honey, I'm Home"                           | 3:34   |
| 15. | "If You Wanna Touch Her, Ask!"              | 4:14   |
| 16. | "Rock This Country!"                        | 4:26   |

| 17. | "(If You're Not in It for Love) I'm Outta Here!" (Live & Direct TV Mix) | 7:03 |
| 18. | "Love Gets Me Every Time" (Dance Mix)                                   | 4:42 |
| 19. | "Don't Be Stupid (You Know I Love You)" (Extended Dance Mix)            | 4:44 |

| 1. | "You're Still the One" (video) |  |
| 2. | "When" (video)                 |  |
| 3. | "From This Moment On" (video)  |  |
| 4. | "Interview and Performance"    |  |

### Tour-udgaver
Der blev udgivet en begrænset tour-udgave i Australien og Asien, som ha ren bonus-CD med remix og live-numre. Den inkluderede også en liste over turnedatoer.
| 1. | "God Bless the Child" (Single Mix)                                                              | 3:48 |
| 2. | "(If You're Not in It for Love) I'm Outta Here!" (Live & Direct TV Mix)                         | 7:03 |
| 3. | "Medley: Home Ain't Where His Heart Is/The Woman in Me/You've Got a Way" (Live & Direct TV Mix) | 7:25 |
| 4. | "From This Moment On" (Original U.S. version)                                                   | 4:41 |
| 5. | "Love Gets Me Every Time" (Dance Mix)                                                           | 4:42 |
| 6. | "Don't Be Stupid (You Know I Love You)" (Extended Dance Mix Instrumental)                       | 4:44 |

| 1. | "That Don't Impress Me Much" (South-East Asia Mix)                                              | 3:26 |
| 2. | "God Bless the Child" (Single Mix)                                                              | 3:48 |
| 3. | "(If You're Not in It for Love) I'm Outta Here!" (Live & Direct TV Mix)                         | 7:03 |
| 4. | "Medley: Home Ain't Where His Heart Is/The Woman in Me/You've Got a Way" (Live & Direct TV Mix) | 7:25 |
| 5. | "From This Moment On" (Original U.S. version)                                                   | 4:41 |
| 6. | "Don't Be Stupid (You Know I Love You)" (Extended Dance Mix)                                    | 4:44 |

## Hitlister
| Hitliste (1997–2000)           | Højeste placering |
| ------------------------------ | ----------------- |
| Australien (ARIA)              | 1                 |
| Østrig (Ö3 Austria)            | 4                 |
| Belgien (Ultratop Flanderen)   | 1                 |
| Belgien (Ultratop Vallonien)   | 4                 |
| 1                              |                   |
| Canadiske Albummer (Billboard) | 1                 |
| Canadian Country Albums (RPM)  | 1                 |
| Danish Albums (Hitlisten)      | 1                 |
| Holland (Album Top 100)        | 1                 |
| European Albums (Top 100)      | 1                 |
| Finland (Musiikkituottajat)    | 6                 |
| Frankrig (SNEP)                | 4                 |
| Tyskland (Offizielle Top 100)  | 8                 |
| Ungarn (MAHASZ)                | 24                |
| Irish Albums (IRMA)            | 1                 |
| Italien (FIMI)                 | 20                |
| Japanese Albums (Oricon)       | 59                |
| New Zealand (RIANZ)            | 1                 |
| Norge (VG-lista)               | 1                 |
| Portuguese Albums (AFP)        | 4                 |
| Skotland (OCC)                 |                   |
| Spanish Albums (PROMUSICAE)    | 12                |
| Sverige (Sverigetopplistan)    | 4                 |
| Schweiz (Schweizer Hitparade)  | 4                 |
| Storbritannien (OCC)           | 1                 |
| UK Country Albummer (OCC)      | 1                 |
| US Billboard 200               | 2                 |
| US Country Albums (Billboard)  | 1                 |
| US Catalog Albums (Billboard)  | 2                 |

| Hitliste (1990–99) | Placering |
| ------------------ | --------- |
| US Billboard 200   | 3         |

| Hitliste                          | Placering |
| --------------------------------- | --------- |
| UK Albums (OCC)                   | 15        |
| US Billboard 200                  | 14        |
| US Top Country Albums (Billboard) | 1         |

| Hitliste (1997)                                  | Placering |
| ------------------------------------------------ | --------- |
| Canada Top Albums/CDs (RPM)                      | 7         |
| Canadian Country Albums (RPM)                    | 24        |
| US Billboard 200                                 | 195       |
| Hitliste (1998)                                  | Placering |
| Australian Albums (ARIA)                         | 7         |
| Canada Top Albums/CDs (RPM)                      | 14        |
| Canadian Country Albums (RPM)                    | 1         |
| Dutch Albums (MegaCharts)                        | 43        |
| New Zealand (RMNZ)                               | 21        |
| Norwegian Russefeiring Period Albums (VG-lista)  | 14        |
| UK Albums (OCC)                                  | 67        |
| US Billboard 200                                 | 5         |
| Hitliste (1999)                                  | Placering |
| Australian Albums (ARIA)                         | 1         |
| Austrian Albums (Ö3 Austria)                     | 20        |
| Belgian Albums (Ultratop Flanders)               | 2         |
| Belgian Albums (Ultratop Wallonia)               | 65        |
| Canada Top Albums/CDs (RPM)                      | 3         |
| Canadian Country Albums (RPM)                    | 1         |
| Danish Albums (Hitlisten)                        | 3         |
| Dutch Albums (MegaCharts)                        | 3         |
| European Albums (Top 100)                        | 4         |
| German Albums (Offizielle Top 100)               | 39        |
| New Zealand (RMNZ)                               | 1         |
| Norwegian Summer Period Albums (VG-lista)        | 1         |
| Swiss Albums (Schweizer Hitparade)               | 19        |
| UK Albums (OCC)                                  | 1         |
| US Billboard 200                                 | 3         |
| Hitliste (2000)                                  | Placering |
| Australian Albums (ARIA)                         | 46        |
| Belgian Albums (Ultratop Flanders)               | 21        |
| Belgian Albums (Ultratop Wallonia)               | 18        |
| Danish Albums (Hitlisten)                        | 72        |
| Dutch Albums (MegaCharts)                        | 41        |
| European Albums (Top 100)                        | 10        |
| Finnish Foreign Albums (Suomen virallinen lista) | 30        |
| French Albums (SNEP)                             | 9         |
| German Albums (Offizielle Top 100)               | 98        |
| Italian Albums (Hit Parade)                      | 73        |
| New Zealand (RMNZ)                               | 35        |
| Norwegian Winter Period Albums (VG-lista)        | 10        |
| Swiss Albums (Schweizer Hitparade)               | 20        |
| UK Albums (OCC)                                  | 20        |
| US Billboard 200                                 | 20        |
| Hitliste (2001)                                  | Placering |
| French Albums (SNEP)                             | 100       |
| UK Albums (OCC)                                  | 164       |
| US Top Catalog Albums (Billboard)                | 4         |
| Hitliste (2002)                                  | Placering |
| UK Albums (OCC)                                  | 145       |
| US Top Catalog Albums (Billboard)                | 14        |
| Hitliste (2003)                                  | Placering |
| US Top Catalog Albums (Billboard)                | 15        |
| Hitliste (2004)                                  | Placering |
| US Top Catalog Albums (Billboard)                | 13        |